# Багдаш Халед
Багдаш Халед (15 листопада 1912 — 15 або 24 липня 1995) — діяч сирійського робітничого руху.

## Життєпис
Був членом Сирійської комуністичної партії (СКП) з 1930 року, а з 1933 року — секретарем, з 1937 року — генеральним секретарем Центрального Комітету СКП.
Брав участь у роботі VII Конгресу Комінтерну. Також перебував під переслідуванням колоніальної французької влади та місцевої влади.
З 1954 до 1958 року Багдаш Халед був депутатом Сирійського парламенту. З 1972 року був у складі центрального керівництва Прогресивного Національного Фронту, а з 1973 року — членом Народної Ради (парламенту Сирії).
Багдаш Халед є автором праць з проблем робітничого руху, комуністичного руху і національно-визвольної боротьби народів Арабських країн. Він також переклав арабською мовою «Маніфест Комуністичної партії» К. Маркса та Ф. Енгельса.